# Michele Parrinello

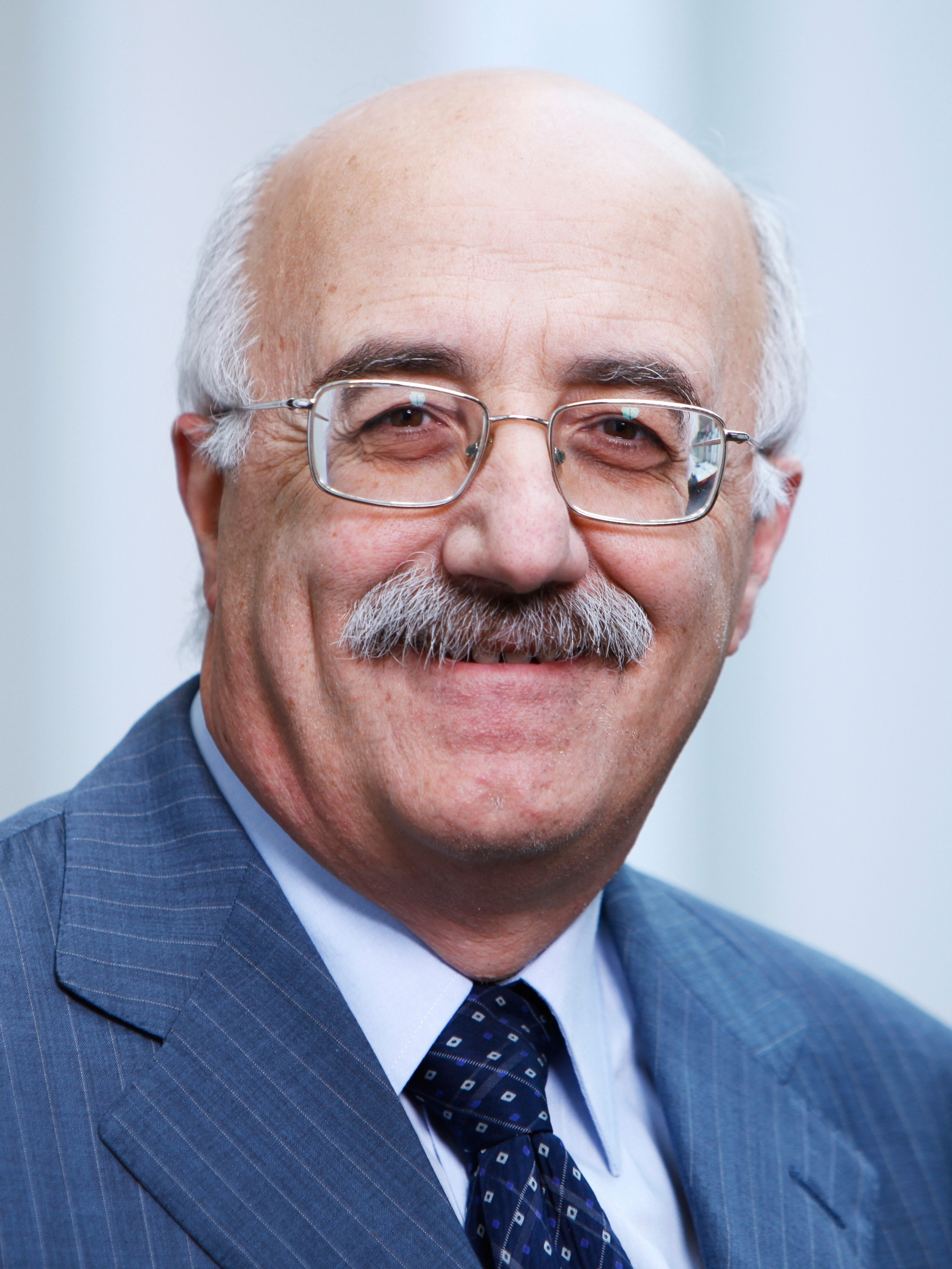
Michele Parinello (2011)

Michele Parrinello (Messina, 7 settembre 1945) è un fisico italiano, conosciuto per il suo lavoro in dinamica molecolare.

## Biografia
Ha conseguito la laurea in fisica nel 1968 presso l'Università di Bologna. Dopo aver lavorato all'Università degli Studi di Trieste (nell'allora Dipartimento di Fisica Teorica), alla Scuola Internazionale Superiore di Studi Avanzati di Trieste, al laboratorio di ricerca IBM di Zurigo e all'Istituto Max Planck di ricerca dello stato solido di Stoccarda, è stato nominato professore di Scienze computazionali sia al Politecnico federale di Zurigo nel 2001, sia nell'Università della Svizzera italiana di Lugano. Inoltre è stato eletto membro di alcune delle più importanti organizzazioni scientifiche come l'American Physical Society nel 1991 e la Royal Society nel 2004.
Tra  il 2014 e il 2018 è membro del Comitato Tecnico Scientifico dell'Istituto Italiano di Tecnologia (IIT), dal 2018 è Senior Researcher e dal 2020 Principal investigator dell’unità di ricerca Atomistic Simulations dell'Istituto Italiano di Tecnologia (IIT). 
Insieme a Roberto Car, ha ricevuto nel 2009 la medaglia Dirac e il Sidney Fernbach Award per lo sviluppo del metodo Car-Parrinello, proposto per la prima volta in un articolo seminale del 1985 dal titolo Unified Approach for Molecular Dynamics and Density-Functional Theory (Approccio unificato per la dinamica molecolare e per la teoria del funzionale densità), che esercitò una notevole influenza sulla successiva letteratura scientifica sull'argomento.
Ha ricevuto, inoltre, anche il Premio Marcel Benoist nel 2011. A settembre 2024, ha un h-index pari a 164.

## Riconoscimenti
- Premio Enrico Fermi, assegnatogli nel 2012 dalla Società Italiana di Fisica